# Saoud ben Hammoud Al Rachid
Saoud ben Hammoud Al Rachid est le neuvième émir de Haïl de la dynastie Al Rachid,.